# Dawn of Silence
Dawn of silence var ett svenskt Heavy metal-band bildat 2001 i Finspång, Östergötland.
Bandet tillbringade tiden mellan 2001 och 2004 med att spela in demos och framföra sina låtar live. De släppte sin första skiva, Moment of Weakness på skivbolaget Metal Heaven 2006. Deras uppföljare, och mest framgångsrika skiva, Wicked Saint or Righteous Sinner släpptes fyra år senare, då via skivbolaget GMR Music Group. Samma år så gick sångaren Patrik "Pata" Johansson med i bandet Bloodbound och var med på deras skiva Unholy Cross, som kom året därpå. Han har efter det varit en permanent medlem i Bloodbound.
2015 meddelade bandet att de lade ned. Detta gjorde man genom att ge sina fans en sista låt, "Time Will Set Me Free".

## Medlemmar
Senaste medlemmar
- Patrik "Pata" Johansson (senare Patrik J Selleby) – sång gitarr (2001–2015)
- Mats Johansson – gitarr (2001–2015)
- Torbjörn "ToBBy" Edqvist – trummor (2001–2015)
- Pelle Johansson – basgitarr (2001–2015)

Tidigare medlem
- Jesper Johansson – gitarr (2010–2014)

## Diskografi
Demo
- Eternity (2002)
- World of Lies (2003)
- Follow Your Heart (2003)
- Fear of Life (2004)

EP
- Lost All Hope (2005)

Studioalbum
- Moment of Weakness (2006)
- Wicked Saint or Righteous Sinner (2010)